# Københavns brokvarterer
|  | Denne artikel handler om Københavns brokvarterer. For brokvarterer generelt, se brokvarter |
Københavns brokvarterer eller kortere brokvartererne er en fælles betegnelse for den del af det centrale København, der blev bebygget umiddelbart efter nedlægningen af voldene i 1857, hvor først Østerbro, Nørrebro, Vesterbro og fra 1905 også Amagerbro og Islands Brygge blev bebygget. Kvartererne udgør en halvcirkel omkring Indre By. Bebyggelsen af brokvartererne varede til begyndelsen af 1920'erne. 
Fælles for brokvartererne var at boligstandarden de første mange år lod noget tilbage at ønske. Særligt på Vesterbro og Indre Nørrebro opførtes en del spekulationsbyggeri med små lejligheder, herunder også baghuse. Mange af disse boliger er siden 1970'erne nedrevet, ombygget og sammenlagt som led i byfornyelser og kvarterløft. 
Et andet fællestræk for brokvartererne er det livlige handelsliv, hvor gader som Nørrebrogade, Vesterbrogade, Østerbrogade, og Amagerbrogade rummer mange butikker med både dagligvarer og udvalgsvarer. 
Både før og nu har brokvartererne haft forskellige socioøkonomiske profiler. Østerbro havde allerede ved udbygningen større lejligheder af højere kvalitet end f.eks. Nørrebro, hvilket afspejlede sig i højere huslejer og en mere velstillet beboersammensætning. De øvrige brokvartererne var udprægede arbejderkvarterer. I dag (pr. 2023) er især Islands Brygge og Vesterbro i langt højere grad også blevet for de velstillede. Bl.a. grundet de mange almene boliger er der dog stadig en blandet beboersammensætning.